# 우상철
우상철(생년 미상 ~ )은 조선민주주의인민공화국의 법조인 출신 정치인이다. 당 중앙위원회 위원, 당 중앙정치국 후보위원 겸  당 중앙검사위원회 위원이다. 현재 중앙검찰소장 겸 최고인민회의 법제위원회 위원이다. 

## 경력
법조인 출신이다. 2018년 9월, 중앙재판소 대표단장으로 러시아의 국제법률연단에 참석했다. 2021년 1월, 제8차 당대회에서 중앙위원회 위원으로 선출되었고, 제1차 전원회의에서 개정 당규약에 따라 당내 규율을 전담하게 되는 당 중앙검사위원회의 위원으로 선출되었다. 이후 같은 달 17일에 열린 최고인민회의 제14기 제4차회의에서 김명길 후임으로 중앙검찰소 소장에 임명되었다.
2021년 6월 조선로동당 제8기 제3차 전원회의에서	당 정치국 후보위원으로 보선되었고, 같은 해 9월 최고인민회의 법제위원회 위원으로 선출되었다.